# ارتش لوکزامبورگ
ارتش لوکزامبورگ (انگلیسی: Luxembourg Army) نیروی زمینی زیرمجموعه نیروهای مسلح لوکزامبورگ است، که در سال ۱۸۸۱ تأسیس شد.